# Sisigambis
Sisigambis foi a mãe de Dario III, rei da Pérsia. Ela foi capturada por Alexandre, o Grande, que a tratou como sua mãe. Ela morreu logo após a morte de Alexandre.

## Ancestrais
Dario III era filho de Arsames  e Sisigambis. Provavelmente ela era filha de Ostanes, porque Dario III era neto de Ostanes, e não fazia parte da casa real, que foi extinta pelo eunuco Bagoas.
A casa real, os aquemênidas, eram os descendentes do antepassado Aquémenes.
Um dos aquemênidas, o rei Dario II, teve quatro filhos, Artaxerxes II, Ciro, o Jovem, Ostanes e Oxatres. Artaxerxes II teve cento e quinze filhos, dos quais cinquenta participaram da conspiração do seu filho mais velho Dario  e foram mortos, junto de seus filhos e esposas.

## Reinado e sucessão de Artaxerxes III
Artaxerxes II foi sucedido por seu filho Artaxerxes III (Oco), que inundou o palácio com o sangue de seus parentes. Dentre as pessoas assassinadas por Oco, estavam oitenta irmãos de Sisigambis, mortos no mesmo dia, e o seu pai, imolado sobre os corpos dos filhos.
Oco (Artaxerxes III) foi um rei muito cruel, e foi assassinado pelo eunuco Bagoas, por envenenamento. Bagoas colocou como rei seu filho mais novo, Arses (Artaxerxes IV), e matou os irmãos do novo rei, que eram menores de idade, de forma a tornar o rei mais fácil de ser dominado, mas Arses ficou indignado com o comportamento de Bagoas e estava preparado para puni-lo, mas foi morto, com seus filhos, no terceiro ano de seu reinado. Com a extinção da casa real, Bagoas chamou Dario III, que era filho de Arsanes e neto de Ostanes, para ser rei. O nome de Dario era Condomannus, ele havia se destacado em uma guerra, a serviço de Artaxerxes III. Bagoas também tentou matar Dario por veneno, mas o plano foi descoberto, e Dario fez Bagoas tomar o veneno que ele havia preparado.

## Captura por Alexandre
Em 333 a.C., Alexandre, o Grande, derrotou Dario III em Isso. Os macedônios capturaram mãe, esposa, duas filhas em idade de se casar e um filho ainda menino de Dario, com seis anos de idade. Sisigambis, mãe de Dario, se prostrou diante de Heféstion achando que ele era Alexandre, mas Alexandre a chamou de mãe e respondeu que ele também era Alexandre, de forma a assegurar a Sisigambis que ela seria tratada como sua segunda mãe.
Dario ofereceu a Alexandre todo o território da Ásia a oeste do Rio Hális, mas Alexandre recusou o acordo.

## Filhos
Sisigambis teve sete filhos, porém, quando Alexandre, o Grande, morreu, apenas um estava vivo.